# Забід
14°12′ пн. ш. 43°19′ сх. д. / 14.200° пн. ш. 43.317° сх. д.
Забід (араб. زبيد) або Зебід — місто з населенням близько 23,000 мешканців на західній прибережній рівнині Ємена. Місто є одним з найстаріших в Ємені. Воно було столицею Ємену з XIII по XV століття і центром арабського та мусульманського світу.